# マクシミリアン・ツィモロング
マクシミリアン・ツィモロング（ポーランド語: Maksymilian Zimoląg, 1905年 - 1986年）は、ポーランド出身のホルン奏者。マックス・ツィモロング (Max Zimolong) と表記されることもある。

## 生涯
ルダ・シロンスカのオルゼゴー（当時ドイツ帝国領）の生まれ。1931年から1935年までベルリン・フィルハーモニー管弦楽団の首席奏者を務め、1935年から1947年までシュターツカペレ・ドレスデンの首席奏者として活躍した。1948年にポーランドへ移り、カトヴィツェ音楽院の教授となり、1954年からはカロル・リピンスキ音楽大学で教鞭をとった。1958年には来日もしている。